# Питам, Элла
Элла Питам (род. 10 февраля 1977, Рига) — израильская шахматистка, гроссмейстер среди женщин (1997). Чемпионка Израиля по шахматам среди женщин (2000).

## Биография
Шахматами начала заниматься в Латвии. В 1990 году приняла участие в Открытом чемпионате Латвии по шахматам, в котором поделила 124—139-е место.
В 1991 году переехала на постоянное место жительство в Израиль. С 1992 по 1997 год представляла Израиль на юношеских чемпионатах Европы по шахматам и на юношеских чемпионатов мира по шахматам в различных возрастных группах. Самый большой успех одержала в 1994 году в Ханье, когда на чемпионате Европы по шахматам среди девушек в возрастной группе до 18 лет завоевала бронзовую медаль.
В 1998 году в Дрездене поделила первое место в зональном турнире розыгрыша чемпионата мира по шахматам среди женщин и получила право участвовать в чемпионате мира по шахматам среди женщин по системе с выбиванием, в котором в 2000 году в Нью-Дели в первом туре проиграла Екатерине Ковалевской. В 2000 году победила в чемпионате Израиля по шахматам среди женщин. В 2001 году в Тель-Авиве поделила третье место в международном турнире по шахматам среди женщин по круговой системе (в турнире победила Ильдико Мадл).
Представляла сборную Израиля на крупнейших командных шахматных турнирах:
- в шахматных олимпиадах участвовала 4 раза (1996—2000, 2010). В индивидуальном зачете завоевала серебряную (1996) медаль;
- в командном чемпионате Европы по шахматам участвовала три раза (1997—1999, 2009).

В последние годы в шахматных турнирах участвует редко. Окончила университет в Хайфе по специальности «страхование и экономика».